# Amersham
Amersham és una ciutat del Regne Unit. Està situada en el comtat del Buckinghamshire. La població al cens de 2001 era de 14.384 habitants. Aquesta ciutat que té un passat fortament lligar a la pagesia i a la fabricació de cervesa ha estat descrita com a museu de l'arquitectura pels seus edificis antics però ben conservats, alguns dels quals han estat escollits per a filmar pel·lícules.
L'estació de ferrocarril d'Amersham enllaça amb línia del metro londinenc, la Metropolitan Line. Des del 1961, aquesta línia té el seu final en aquesta estació; abans d'aquesta data, la línia continuava fins a Aylesbury.

## Geografia

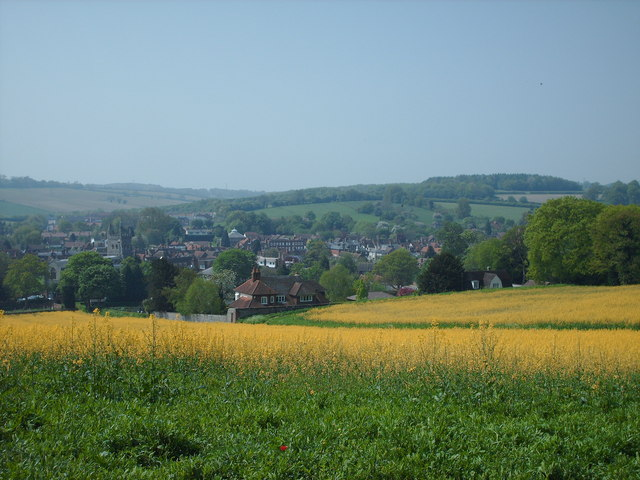
Ols Amersham

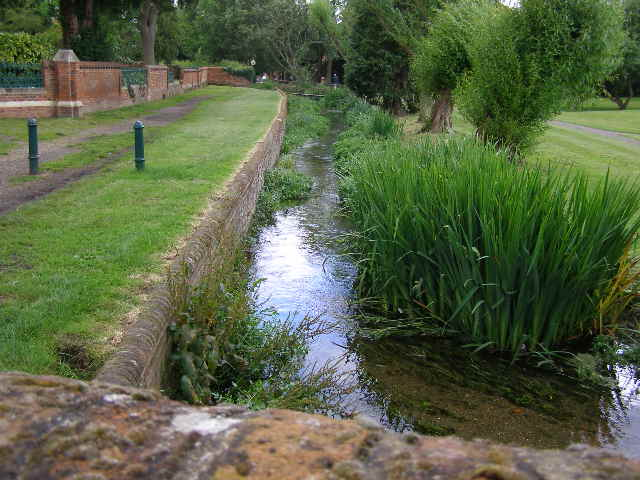
Riu Misbourne

Amersham està repartida en dos nuclis de població: Old Amersham, la part antiga, i Amersham Hill, la més recent. L'antiga Amersham està situada a la vall del riu Misbourne, un torrent que periòdicament està sec i que brolla de les acumulacions d'aigua que es formen a l'interior de les poroses roques de creta que configuren el paisatge. Aquest riu ocupa una vall molt gran en comparació al cabal d'aigua que transporta per tant resulta insuficient i sovint queda sec sense desembocar enlloc. El perímetre de la part baixa d'aquesta vall està a 100m, mentre que el perímetre de la part alta de la vall està a 165m. Podria ser que la vall s'hagués format en condicions semblants a les requerides per a formar una vall seca. Amersham Hill ocupa la part nord de la vall del Misbourne, en un altiplà que marca la línia divisòria entre la conca hidrogràfica del Misbourne i la del riu Chess.

## Història
Anteriorment a l'època anglosaxona la ciutat s'anomenava Agmodesham i, en el Domesday Book, escrit el 1086, consta amb el nom Elmodesham. Segons aquest registre cadastral, Amersham era propietat de Geoffrey de Mandeville i tenia una extensió de 7 1/2 hides (1 hide= 120 acres), en la qual vivien 14 vilatans i 4 terratinents, 7 esclaus, terres de conreu, prats i un bosc, en total valorat en 9 lliures. Anteriorment a l'any 1066 va ser propietat de la reina Edit, esposa d'Eduard el Confessor i, a la seva mort, el territori va passar a Guillem el Conqueridor, el qual la va confiar en feu a Geoffrey de Mandeville.

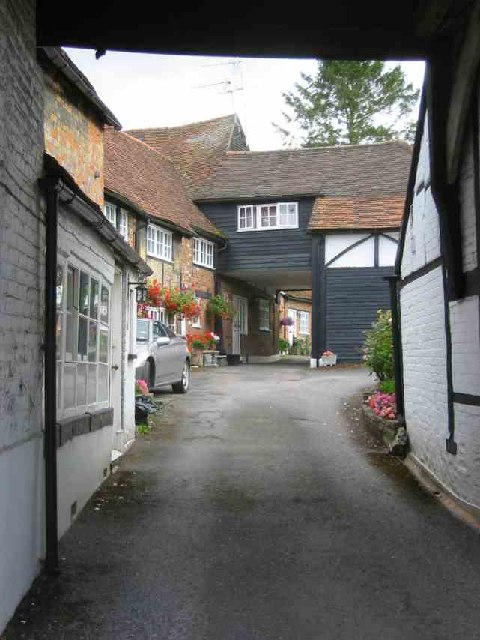
Pati de cases antigues.

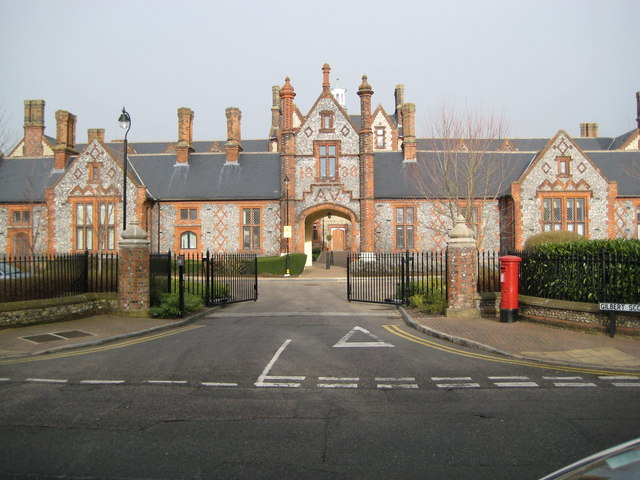
Antic hospital, ara grup residencial.

L'any 1200 Geoffrey, comte d'Essex, va obtenir una carta de llibertats per Amersham que permetia fer un mercat els divendres i una fira els dies 7 i 8 de setembre. L'any 1613, Edward, comte de Bedford, va obtenir un permís reial per a fer mercat els dijous i una fira cada 19 de setembre.
El protestantisme va trobar adeptes a Amersham en un mal moment històric per a ells i l'any 1521, set dels anomenat Lollards (William Tylsworth, John Scrivener, Thomas Barnard, James Morden, Robert Rave, Thomas Holmes i Joan Norman) van ser condemnats a morir cremats. El 1931 la ciutat els va dedicar un memorial. En l'edició de l'Universal Magazine' de setembre del 1749 (p 139) es va publicar que, en realitat, William Tylesworth va ser cremat abans, l'any 1506, i que Thomas Bernard i James Morden van ser cremats dos anys després.
A la ciutat d'Amersham va haver un club de golf, fundat l'any 1897, que va estar en funcionament fins a la primera guerra mundial.
L'àrea de la ciutat avui dia anomenada Amersham-on-the-Hill o New Town, es va dir Amersham Common abans que el 1892 es construís una estació de ferrocarril que enllaça amb el metro de Londres. Després d'aquesta data el creixement de la ciutat es va disparar i les principals obres van ser encomanades a l'arquitecte John Kennard.
L'any 1931, l'arquitecte Amyas Connell va dissenyar una casa estil art deco que es diu High and Over, que està catalogada com a monument de grau II i que s'ha emprat com a escenari de pel·lícules d'època.

## Administració
Amersham forma part del comtat cerimonial de Buckinghamshire. Des del 1885 va ser un districte a banda dins del comtat, el 1950 va formar part del districte Sud Buckinghamshire, fins que el 1974 es va crear un districte que aplega Amersham i Chesham (Chiltern District).
A nivell local té un ajuntament (town council). Està organitzada en 5 barris (wards): Amersham Town; Amersham Common; Amersham-on-the-Hill; Chesham Bois i Weedon Hill. Amersham aporta dos consellers al consell del comtat de Buckinghamshire.

## Agermanaments
Amersham té relacions d'agermanament amb:
- Krynica-Zdrój (Polònia)
- Bensheim (Alemanya)

## Economia
El producte tradicional amb què s'ha fet negoci al mercat d'Amersham és el cereal, la major part del qual es venia a Londres. Durant els segles XVII i XVIII la indústria cervesera va tenir un pes important en l'economia local. Després de diversos canvis de mans, el 1775 William Weller de High Wycombe va comprar la fàbrica. Ell i els seus hereus van expandir el negoci comprant locals on venien la cervesa que produïen. El 1929 Gerrard Weller va vendre la cerveseria i 133 bars a Benskins de Watford, per 360.000 lliures, cosa que va portar la fi de la cervesa a Amersham. Altres manufactures de la ciutat eren: l'adoberia, randa i els maons. Durant la segona guerra mundial es va crear el Radiochemical Centre, un establiment de recerca científica que després es va dir Amersham International i GE Healthcare. Una altra empresa important és Halma, especialitzada en productes de protecció.

## Personalitats lligades
- Cindy Gallop (1960-) publicitari anglesa nascuda a Amersham